# Padasak Tanviriyavechakul
Padasak Tanviriyavechakul (Thai: ภาดาศักดิ์ ตันวิริยะเวชกุล; 17 mei 1995) is een Thaise tafeltennisspeler die in Nederland heeft gespeeld voor het Zoetermeerse Taverzo.

## Sportloopbaan
Padasak startte op achtjarige leeftijd met tafeltennissen. Hij deed in 2010 en 2014 mee met de Summer Youth Olympics. Padasak Tanviriyavechakul bereikte als jeugdspeler in alle jeugdklassen de top-30 van de wereldranglijst. Als kadet, junior en 'onder 21' waren zijn hoogste posities respectievelijk 16 (juli 2011), 27 (april 2014) en 28 (april 2016). Hij speelde in het seizoen 2018/2019 in de Nederlandse eredivisie voor De Boer Taverzo en hij behaalde met dit team de vierde ronde in de ETTU-cup, de huidige Europe Cup.

## Erelijst
| Prestatie                                                                         | Categorie | Jaar      |
| --------------------------------------------------------------------------------- | --------- | --------- |
| Verliezend finalist Nederlands kampioenschap clubteams met Enjoy & Deploy Taverzo | Heren     | 2018/2019 |

## Internationale resultaten
| Toernooi                                                           | Categorie         | Jaar | Resultaat                                          |
| ------------------------------------------------------------------ | ----------------- | ---- | -------------------------------------------------- |
| ITTF Junior Premium India Junior and Cadete Open Goa               | Junior/Cadet      | 2014 | Winnaar                                            |
| ITTF Junior Circuit Premium Thailand Junior and Cadet Open Bangkok | Junior/Cadet      | 2013 | Winnaar                                            |
| Road to Nanjing Series, Metz                                       | Jongens enkelspel | 2014 | Plaatsing voor de Summer Youth Olympics in Nanjing |